# ينس يورغن هانسن
ينس يورغن هانسن (بالدنماركية: Jens Jørgen Hansen)‏ (بالدنماركية: Jens Jørgen Hansen)، من مواليد 4 يناير 1939، لاعب كرة قدم دنماركي سابق، ومدرب كرة قدم دنماركي سابق. لعب مع منتخب الدنمارك لكرة القدم.

## مسيرته الكروية
لعب ينس يورغن هانسن خلال مسيرته الاحترافية مع نادِ واحدٍ في خمسة عشر موسمًا وسجل خلالها 7 أهداف ضمن 293 مباراة. حيث فاز في موسم واحد بالكأس وفي أربعة مواسم بالدوري.
خاض ينس يورغن هانسن مسيرته مع نادي إيسبيرغ في موسم 1958 ليلعب معه خمسة عشر موسمًا، مشاركًا في 293 مباراة سجل خلالها 7 أهداف.

## روابط خارجية
- ينس يورغن هانسن على موقع قاعدة بيانات كرة القدم.إي يو (الإنجليزية)
- ينس يورغن هانسن على موقع ناشيونال فوتبول تيمز (الإنجليزية)